# 岩石砂漠

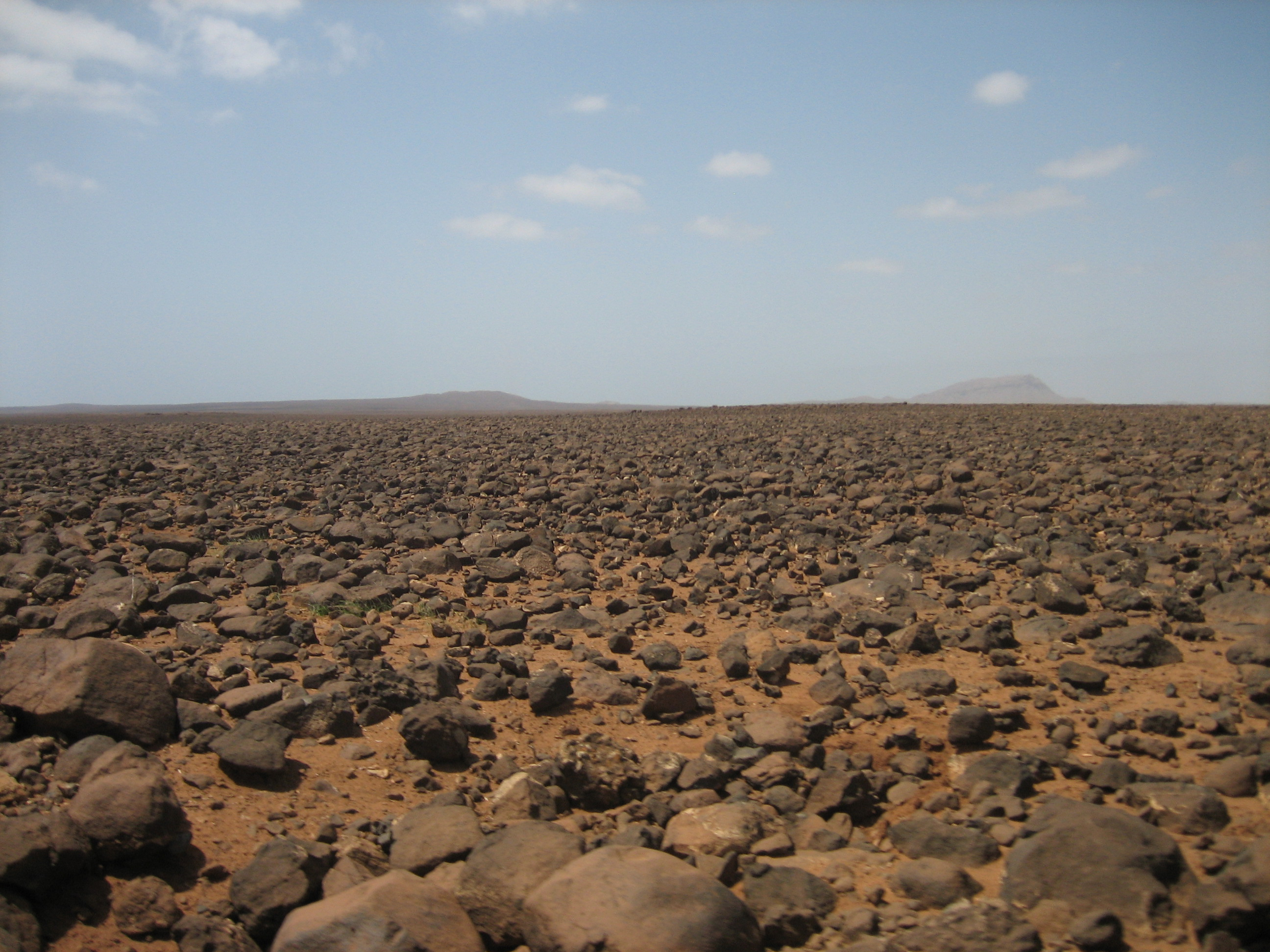
カーボベルデの岩石砂漠

岩石砂漠（がんせきさばく、英: rocky desert）とは、岩石や岩くずれで覆われている砂漠のこと。ハマダ（hamada）とも呼ばれる。
岩石砂漠の面積は、地球上の砂漠のうち約90%にあたる。
アフリカのサハラ砂漠では、全体の80%がこの岩石砂漠である（日本のサハラ砂漠の観光写真などでよく見られるラクダの歩いている砂丘の景観は砂砂漠の部分であり、サハラ砂漠の20%の部分にあたる中の一風景である）。